# Dubravni (Calmúquia)
|  | Per a altres significats, vegeu «Dubravni». |

Dubravni (en rus: Дубравный) és un poble (un possiólok) de Calmúquia, a Rússia, segons el cens del 2014 tenia 13 habitants. Pertany al districte municipal de Tróitskoie.